# Polygon Bikes

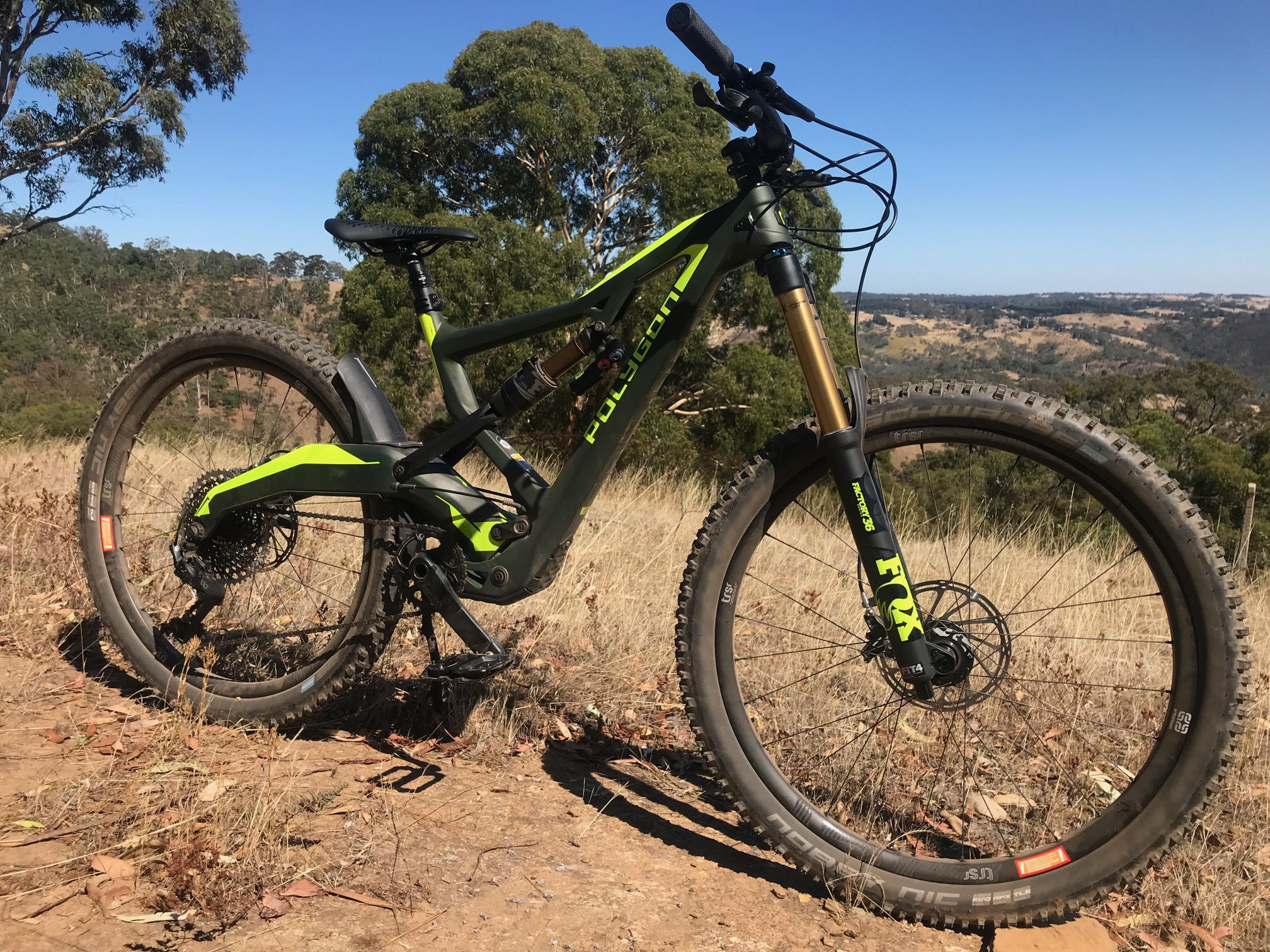
Polygon Xquarone EX9

Polygon Bikes (PT Insera Sena) – indonezyjski producent rowerów z siedzibą w Sidoarjo (prowincja Jawa Wschodnia).
Przedsiębiorstwo zostało założone w 1989 roku. W 2019 roku roczna produkcja Insera Sena wyniosła 750 tys. sztuk rowerów.